# 中山そら
中山 そら（なかやま そら、1985年11月25日 - ）は、長野県諏訪市出身のシンガーソングライター。office N所属。父は徳間ジャパンコミュニケーションズの歌手で中山たかし。
穏やかなキャラクターとは裏腹に芯の強い歌声と独特な世界観で織りなす楽曲が特徴。
ライブではキーボードの弾き語りスタイルやオケを使ったパフォーマンススタイルで活動している。
ラジオパーソナリティーでは歌声とは違った本人のそのままの姿で視聴者に語りかけている。

## 経歴等
1. 2009年、声優養成所を卒業後、イベント司会者として活動。
2. 2011年、大手音楽事務所に合格
3. 2013年、シンガーソングライターとして独立。2013年12月3日、ファーストシングルサヨナラ。ありがとう[2]をリリース。本格的に地方や東京でのライブ活動を開始。
4. 2014年現在はラジオ関西や岐阜放送ラジオ[3]のパーソナリティーを務める。

## 出演

### ラジオ番組
- 中山そらのシャイニングスター（ラジオ関西、火曜日24:45〜25:00 2014年2月18日 - )[4]
- 歌謡トピックス (岐阜放送ラジオ、金曜日21:40〜21:50)[4]

## ディスコグラフィ
1st singl / サヨナラ。ありがとう(2013.12.03 発売)